# 多棘直口非鯽
多棘直口非鯽，為輻鰭魚綱鱸形目隆頭魚亞目慈鯛科的其中一種，分布於非洲剛果河上游、姆韦鲁湖流域，體長可達11.8公分，棲息在水流快速的溪流，生活習性不明。

## 擴展閱讀
維基物種上的相關：多棘直口非鯽